# Crotalaria filicaulis
Crotalaria filicaulis är en ärtväxtart som beskrevs av John Gilbert Baker. Crotalaria filicaulis ingår i släktet sunnhampor, och familjen ärtväxter. Inga underarter finns listade i Catalogue of Life.